# Stomodes ganglbaueri
Stomodes ganglbaueri — вид жесткокрылых семейства долгоносиков.

## Распространение
Обитают в Крыму.

## Описание
Жук длиной 3,9-5 мм. Имеет смоляно-чёрный окрас. Все ноги красно-коричневые. Верх покрыт волосками. Морщинки на переднеспинке довольно редкие, уплощённые и короткие, крупные точки в промежутках одиночные, ромбические или вытянутоовальные.